# Église Saint-Étienne de Liverdy-en-Brie
Pour les articles homonymes, voir Église Saint-Étienne.
L’église Saint-Étienne de Liverdy-en-Brie est une église paroissiale catholique située à Liverdy-en-Brie, commune française dans le département de Seine-et-Marne en région Île-de-France.

## Bâtiment

### Historique
Édifiée au XIIe siècle, elle subit de nombreuses modifications entre le XIIIe siècle et sa dernière restauration datant du début du XIXe siècle. Elle est inscrite .au titre des monuments historiques par arrêté du 23 décembre 1994.
Un petit porche couvre l'entrée qui possède une double porte en chêne décoré de deux registres sculptés de trois panneaux et séparés par des colonnettes recouvertes de feuilles.

### Mobiliers classés au titre d'objet
- Trois statues de poutre de gloire : Au centre, Christ en croix, à gauche se tient la Vierge et saint Jean à droite[3]. Initialement située dans le chœur depuis XVIe siècle, cette poutre est placée à son emplacement actuel en 1764 après avoir été enlevée au moment de la Révolution française[2].
- Retable et d'un reposant sur des gradins dorés datant de 1689. Les peintures furent refaites  en 1735 et 1764[4].
- Tableau représentant la Lapidation de saint Étienne. Il se trouvait initialement sur le maître-autel de l'église. En 1894, cet tableau est installé contre le banc d’œuvre construit en 1725 par Jean Provence dans la nef[5],[2].
- Retable de l'autel à deux colonnes et deux pilastres cannelés surmontés de chapiteaux corinthiens. Un tableau représentant l'Assomption de la Vierge se trouve en son centre[6] date du XVIIIe siècle. Il est situé dans la chapelle Notre-Dame, où étaient enterrés les seigneurs de Liverdy[2].
- Chaire à prêcher [7] en bois de chêne, date de 1787. C'est l’œuvre d'Antoine Raviat, menuisier à Chaumes. Elle servit en 1794, pendant la Révolution française, à annoncer aux villageois, les lois de l'Assemblée nationale constituante[2].
- Sculpture en bois polychrome de saint Étienne datant du XVIe siècle[8]. Une palme du martyre se trouve dans sa main droite et des pierres de lapidation dans sa main gauche[2].

## Épitaphes et dalles
Plusieurs dalles et épitaphes se trouvent dans cette église, initialement situées dans la chapelle Notre-Dame elles ont été apposées contre les parois, excepté la plaque d’Édouard Grangier qui se trouve maintenant dans la chapelle Saint-Sébastien. Il s'agit de notables.

### Épitaphes
- Jean Grangier, seigneur de Liverdy, maître d'hôtel du roi Henri IV, et son ambassadeur au pays des Grisons, 1596 ;

### Dalles
- Enfant âgé de dix ans qui était déjà décoré du titre de secrétaire ordinaire de la chambre du roi, 1602
- Femme d'un ambassadeur près les cantons suisses, fin du XVIe siècle
- Balthasar Grangier, aumônier du roi Henri VI, chanoine de Notre-Dame de Paris, abbé commendataire de Saint-Barthélémy de Noyon, 1606

## A proximité

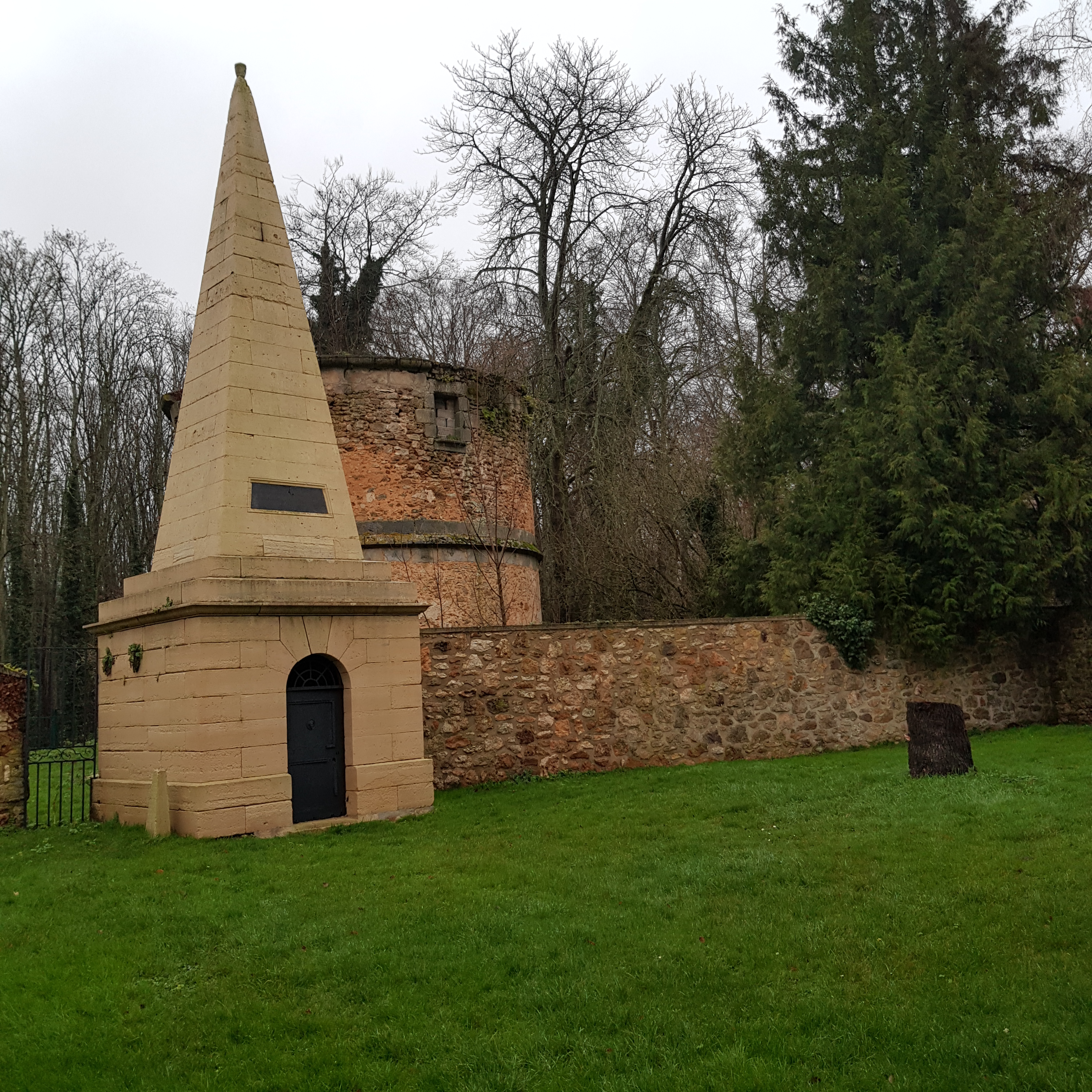
Mausolée et au fond, colombier

Devant l'entrée de l'église se trouve un colombier datant du XVIIIe siècle en grès et meulière ainsi que le mausolée en grès, de forme pyramidale, de Joseph Pierre de Marson datant de 1828.

## Lieu de culte

### Dédicace
L'église est dédiée à saint Étienne.

### Paroisse
L'église Saint-Étienne fait partie de la paroisse du Pôle missionnaire de Pontault-Combault.